# Les Chevaux du Sahara
Les Chevaux du Sahara (titre complet : Les Chevaux du Sahara et les Mœurs du désert) est un livre de l'émir Abd el-Kader et d'Eugène Daumas, consacré au cheval arabe et paru en 1851 en France. Il a connu une dizaine de rééditions au XIXe siècle. 

## Contenu
Ce livre prend la forme d'un vaste hommage au cheval arabe en détaillant les mythes, croyances et traditions autour de ces animaux, et en expliquant la manière dont ils sont élevés. Il contient un certain nombre de poèmes et de citations du Coran.

## Réception et influence
Il entraîne une vague d'engouement pour le cheval arabe. Napoléon III, sans doute sous l'influence de cet ouvrage, ordonne aux haras français d’acquérir ce type de chevaux. 
Eugène Daumas reçoit des lettres manifestant de l’intérêt de nombreux militaires français pour cet ouvrage, écrit après la conquête de l'Algérie par la France. Maurice Exelmans envoie par exemple une lettre à Daumas pour signaler son intérêt envers ce livre.